# سان خوان د گردس
سان خوان د گردس دهستانی در استان آبیلای اسپانیا است.
در این دهستان ۳۸۶ نفر زندگی می‌کنند. مساحت این دهستان ۹۵٫۷۱ کیلومتر مربع است.